# Токарівка (Вознесенський район)
Токарівка (до 2016 — Кудрявцівка) — село Вознесенського району Миколаївської області України. Входить до складу Веселинівської селищної громади.
У 2016 році перейменоване на честь Віталія Токаря, який загинув поблизу Мар'їнки під час несення служби у зоні Антитерористичної операції на сході України.

## Розташування
Токарівка розташована на заході Миколаївської області на відстані 1 км від кордону Одеської області. Відстань до центру громади Веселинове — 22 км, до обласного центру Миколаїв — 90 км. Через село проходить залізниця, яка належить до управління Одеської залізниці. Поряд розташована автотраса міжобласного сполучення Миколаїв-Доманівка.

## Постаті
Токар Віталій Миколайович (1994—2014) — солдат Збройних сил України, учасник АТО.

## Історія
Про походження назви населеного пункту старожили села Петро Олексійович Гмир і Кароліна Феліксовна Польова залишили такі спогади: «При розподілі землі між селянами після Жовтневої революції в ці місця, де ми живемо, приїхав землевпорядник тов. Кудрявцев. Він багато працював і користувався у нас великим авторитетом. Селяни вирішили назвати свій населений пункт його іменем.» Так виникла назва попередня назва Кудрявцівка.
Після революції 1905—1907 рр селяни центральної Росії, півночі України продовжують шукати заробітків та вільних земель. Деякі з них оселились в нашій місцевості. Саме в 1910 році тут прокладалась залізниця Одеса-Бахмач, яка в 1914 році була здана в експлуатацію. В цьому ж році було закінчено будівництво лінії Колосівка-Водопій.
Таким чином поселенцями села були робітники залізниці і селяни-поселенці.
Першими жителями села були Бернадський Олександр Семенович, Польова Кароліна Феліксовна, Гмир Петро Олексійович, Лещенко Михайло Іванович, Думік Микита Гаврилович та інші.
На околицях смт Токарівка є три кургани, в яких знайдено речі періоду неоліту.
Перед Жовтневим переворотом землі, що навколо нинішньої Кудрявцівки, належали княгині Колосовій, яка здавала їх в оренду німцям-орендарям Беккеру і Цоллеру. На цих землях жорстоко експлуатували батраків-селян і бідняків. Частина населення працювала на залізниці з ранку до вечора по 12-14 годин на добу. Робітники жили в дерев'яних холодних бараках. Прожити з заробітної плати робітники не могли, тому були змушені йти працювати зі своєю сім΄єю до німців-орендарів Беккера і Цоллера, а також тримати корів, овець, за випас платили велику суму грошей, відробляли в їхніх господарствах. В гарячу пору жнив, на власних клаптиках землі хліб осипався, з΄їдали пташки, витрушувалося зерно вітрами.
В 1917 році перемогла Лютнева буржуазно-демократична революція, відгомін якої докотився до нашої місцевості. Селяни почали захоплювати поміщицькі землі. Про це свідчать архівні записи, поміщик Лев Гедулян скаржився в селянську секцію Одеської Ради робітничих депутатів на жителів села Колосівка, які самовільно захопили 400 десятин його найкращої землі. Гедулян пише, що земля закладена в Бесарабсько-Таврійському земельному банку і він, господар, поніс великі збитки. Гедулян згоден продати землю селянам, але селяни при допомозі Радянської влади без викупу відібрали землю.
Відбувся Жовтневий переворот. Селяни наділяли в середньому на один двір до 18 десятин. Наприклад: Думік Микола Гаврилович одержав 18 десятин землі і придбав незабаром двоє коней, дві корови, сільськогосподарський реманент. Збудував перший у селі будинок, а до Жовтневого перевороту був батраком, а потім сторожем станції Колосівка.
Гмир Петро Олексійович одержав 16 десятин землі, побудував будинок і придбав двоє коней, одну корову, 10 овець і сільськогосподарський реманент. До революції він працював прибиральником на станції Колосівка, жив у злиденних умовах, в дерев΄яному холодному бараці. Селяни одержували землі радянської влади, яку відібрали у поміщиків, орендарів, куркулів.
Крім особистого користування землею, були спільні угіддя, пасовища, сінокоси та інше.
Ця місцевість відносилась до Рорбарської волості Одеського повіту Херсонської губернії. В 1925 році була утворена Кудрявцівська сільська рада депутатів трудящих Березівського району Одеської округи.
Першим головою сільської Ради був Азаров Семен Микитович, колишній робітник депо ст. Колосівка.
У жовтні 1918 року на ст. Колосівка (територія села Кудрявцівка) був створений підпільний партійний осередок у складі 9 чоловік. Першим його організатором був Сапьолкін Андрій Іванович із міста Вознесенська, робітник-табельник — Азаров Семен Микитович із села Колосівка (Велика Колосівка). Партійний осередок був підпорядкований Березовській партійній організації. Партосередок керував розподілом землі селянам, поміщицького майна і реманенту, бідним селянам надавав допомогу насінням, продовольством, тяглом.
У кінці листопада 1918 року Антанта почала висаджувати свої війська в Одесі, Миколаєві, Херсоні і Севастополі. Французи і греки, при підтримці білогвардійців Гришина-Алмазова до весни 1919 року, дійшли до залізничного вузла ст. Колосівка, станції Весели нове, але на їх шляху стали радянські партизани. У цей час війська Другої Української Радянської Армії успішно наступали від Катеринослава, Знаменки і рішучою атакою взяли з заходу станції Веселинове і Колосівку.
У районі ст. Березівка Одеської області грецькі та французькі окупанти поспішно споруджували укріплення, намагалися затримати наступальний порив радянських бійців. На підступах до ст. і міста Березівка зав΄язались жорстокі бої. З Вознесенська підійшов радянський бронепоїзд «Смерть Директорії». Його командир Чеклов Константин пішов на воєнну хитрість. На ст. Колосівка робітники знайшли нафтоналивну цистерну, обвішали її вибухівкою і, розігнавши, пустили по схилу. Цистерна врізалась в ешелон на ст. Березівка. Вибух і пожежа в тилу ворога стала сигналом до наступу. Червоноармійці, розпочавши наступ зі ст. Колосівка, відкинули війська інтервентів, при допомозі вогню бронепоїзда, захопили 5 танків.
Радянське будівництво велось з березня до серпня 1919 року. Але в кінці липня вся місцевість була охоплена куркульськими повстаннями. Восени 1919 року територія була захоплена денікінцями. Визволення настало тільки в лютому 1920 року. Село було очищено від денікінців військами 133 стрілецької бригади Р. Я. Левензова, 1-ї кавалерійської бригади Котовського.
Жителі Кудрявцівки приступили до відбудови народного господарства. Робітники і селяни з великим бажанням приступили до навчання, засіли за книжки, ліквідовували свою неграмотність і відсталість. В селі почала працювати початкова школа, в якій навчалось грамоти 150 дітей сільської бідноти. У школі працювало 4 вчителя. Першими активістами, які проводили культурну революцію на селі, навчали дітей, ліквідовували неписьменність, читали лекції, керували хоровими і драматичними гуртками були вчителі: Самолов Микола Васильович, Парамоненко Надія Олександрівна, Шкарабак Дмитро Петрович, Карпенко Аніліна Михайлівна та ін. Було відбудоване залізничне господарство, яке забезпечувало безперебійний рух залізничного транспорту. Було побудовано клуб залізничників, в якому регулярно виступали робітники і селяни з художньою самодіяльністю, ставили п΄єси, давали концерти, читали газети, книжки. Активну участь у відбудові господарства, зміцнення радянської влади на селі, культурно-масової роботи беруть участь комсомольці села.
Комсомольська організація в Кудрявцівці була створена в 1923 році. Її організаторами стали перші комсомольці села А. Сапелкін та С. Азаров.
На селі в той час точилася жорстока класова боротьба. Комсомольці брали активну участь у ліквідації неписьменності, заготовляли хліб, який куркулі не хотіли здавати державі, збирали податки, розповсюджували облігації Державної позики тощо.
У липні 1927 року в Кудрявцівці було створено товариство спільного обробітку землі(ТСОЗ) «Інтенсивник», на базі якого 1930 року виникла сільгоспартіль «Труд». Першими в колективне господарство вступили комуністи і комсомольці, показуючи приклад бідняцьким та середняцьким господарствам. Ударною працею уславився перший тракторист «Труда» комсомолець А. Приблуда.
В 1935 році було створено МТС імені Куйбишева(село Кудрявцівка). Її техніка полегшила працю колгоспників. Першим директором МТС був комуніст-двадцятип'ятитисячник Василь Васильович Василевський-робітник м. Одеси. Незабаром в МТС нараховувалось 42 трактори, 24 зернозбиральних комбайни, 10 вантажних автомашин та інший причепний інвентар. В 1940 році МТС ім. Куйбишева була представлена на виставку досягнень народного господарства в м. Москві за великий і якісний виробіток м΄якої оранки на тракторі. У цьому році МТС імні Куйбишева було нагороджено дипломом ІІ ступеня і мотоциклом.
Старшого механіка Грабовенка Федора Петровича нагороджено «Великою срібною медаллю» і грошовою премією, комбайнера Олійника Івана Івановича «Великою Золотою медаллю» та грошовою премією.
Мирна творча праця людей була порушена нападом гітлерівських військ на СРСР. Багато жителів Кудрявцівки пішли на фронт. Коли фашистська авіація бомбардувала станцію Колосівку, робітники вдень і вночі ремонтували залізничні колії. Працювали так швидко, що затримки в русі поїздів не було. На території Кудрявцівської сільської Ради було утворено в 1944 році патріотичну групу, яка переховувалася в кам΄яноломнях села Греки (тепер Ново миколаївка). Коли німецькі окупанти дізналися, що патріоти переховувалися в шахті кам΄яноломні, підривали їх динамітом і мінами, але герої не здавалися. На кінець фашистам вдалося взяти обезсилених патріотів. Над ними знущалися і стратили комуніста Тестова Павла, комсомольця Оргія Миколу-всього сім чоловік. Лише один врятувався-Лисенко Іван Павлович, якого вели на допит, він збив німця з ніг і втік. Славні патріоти вбивали німецьких солдат і офіцерів, забирали зброю. Відважна розвідниця Пашковська Олександра з групою товаришів в 1944 році передавала по радіо залізничного вузла станції Колосівка про рух німецьких військ. У цій справі допомагав хоробрим розвідникам, не шкодуючи свого життя, переховував рацію, зброю і боєприпаси залізничник Михайло Пантелеймонович Молчанов і його дружина Ольга Федорівна. Навіки уславився колишній учень Кудрявцівської школи комсомолець Іван Родіонович Кисиленко. За героїчний подвиг у боях з гітлерівцями йому посмертно присвоєно звання Героя Радянського Союзу. Бюст Героя нині височить у мальовничому куточку села Бондарівки, де він народився.
За ратні подвиги на фронтах війни нагороджено 314 жителів Кудрявцівки. Жителі села зазнали гніту з боку фашистських загарбників як на окупованій території, так і при відправці в Німеччину. Наприклад, Тищенко Дмитро Ісакович хлопцем був вивезений до Німеччини. В 1947 році МТС ім. Куйбишева представлено на обласну сільськогосподарську виставку в м. Одесі. Відзначилось в роботі багато трудівників. Так, комбайнер Кардаш Леонід Іванович, який зібрав своїм комбайном 65о га колосових, нагороджений орденом Леніна. Бригадир тракторної бригади Герц Микола Іванович нагороджений орденом Леніна за забезпечення високого виробітку м΄якої оранки.
Жителі Кудрявцівки Анатолій Досмухамбетов, Олена Гришкова, Олександр Зюськін, Таїса та Павло Лисенки та інші брали участь в освоєнні цілинних земель
До 1950 року трудівники села Кудрявцівка швидко відбудували зруйноване господарство села та побудували нові споруди, а саме: нову електростанцію, шість двоповерхових будинків, нову школу, будинок зв'язку, поштове відділення, кілька магазинів, лікарню і амбулаторію, депо, кравецьку майстерню, бібліотеку, дитячі ясла і садок.
Рішенням виконкому Миколаївської обласної Ради депутатів трудящих від 14 вересня 1976 року село Кудрявцівка Веселинівського району віднесено до категорії селищ міського типу.

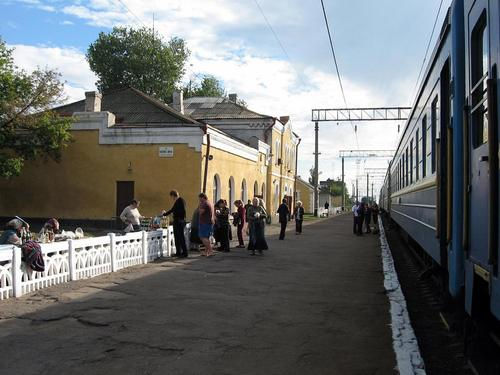
Вигляд на стару платформу та вокзал ст. Колосівка (колишній лінії Одеса–Бахмач)

1929 року було зведено будівлю Колосівського елеватора висотою 31 метр із залізобетону, яке вціліло і в роки війни. Такий елеватор був призначений для приймання, очищення та відвантаження зерна. Це був перший зерноочисний комплекс на території району. З часом будівля застаріла. Почали з'являтися нові зерноочисні башти з новим обладнанням. З роками будівля руйнувалася. В 1986 році було розроблено технічний проект із повалення та дроблення старого елеватора. До 2001 року будівля старого елеватора знаходилася в аварійному стані. Лише з приходом великого сільгоспвиробника на будову звернули увагу. Виробник вирішив на місці старої будівлі звести сучасні зерносховища з прив'язкою до очисної башти, що дасть змогу ефективніше й оперативніше вести приймання, очищення та відвантаження зернопродукції. На сьогодні елеватор може прийняти до 50 тисяч тонн зерна.
В 2005—2006 роках підприємство досягло значних успіхів в організації та покращенні умов праці. Про це свідчить участь у обласному конкурсі «Найкращий роботодавець року», у якому колектив став переможцем у двох номінаціях, — «Найкращий роботодавець року серед підприємств із чисельністю працюючих до 100 чоловік» та «Найкращий роботодавець року із забезпечення безпечних умов праці».
У 2009 році відкрили новий двоповерховий вокзал ст. Колосівка, збудовано дві платформи, освітлено станцію.
На 1 січня 2010 року на території смт. Кудрявцівка проживає 2116 чоловік, працездатного населення — 1168 чоловік. За статистичними даними — 895 дворів. На території селища є сільська лікарська амбулаторія, в якій зроблений євроремонт, бібліотека, дві аптеки, 29 торгових точок, вузлова залізнична ст. Колосівка, елеватор, поштове відділення зв'язку, ветеринарна амбулаторія, пожежне депо, ринок, стадіон.
Підприємницькою діяльністю займаються 49 підприємців.

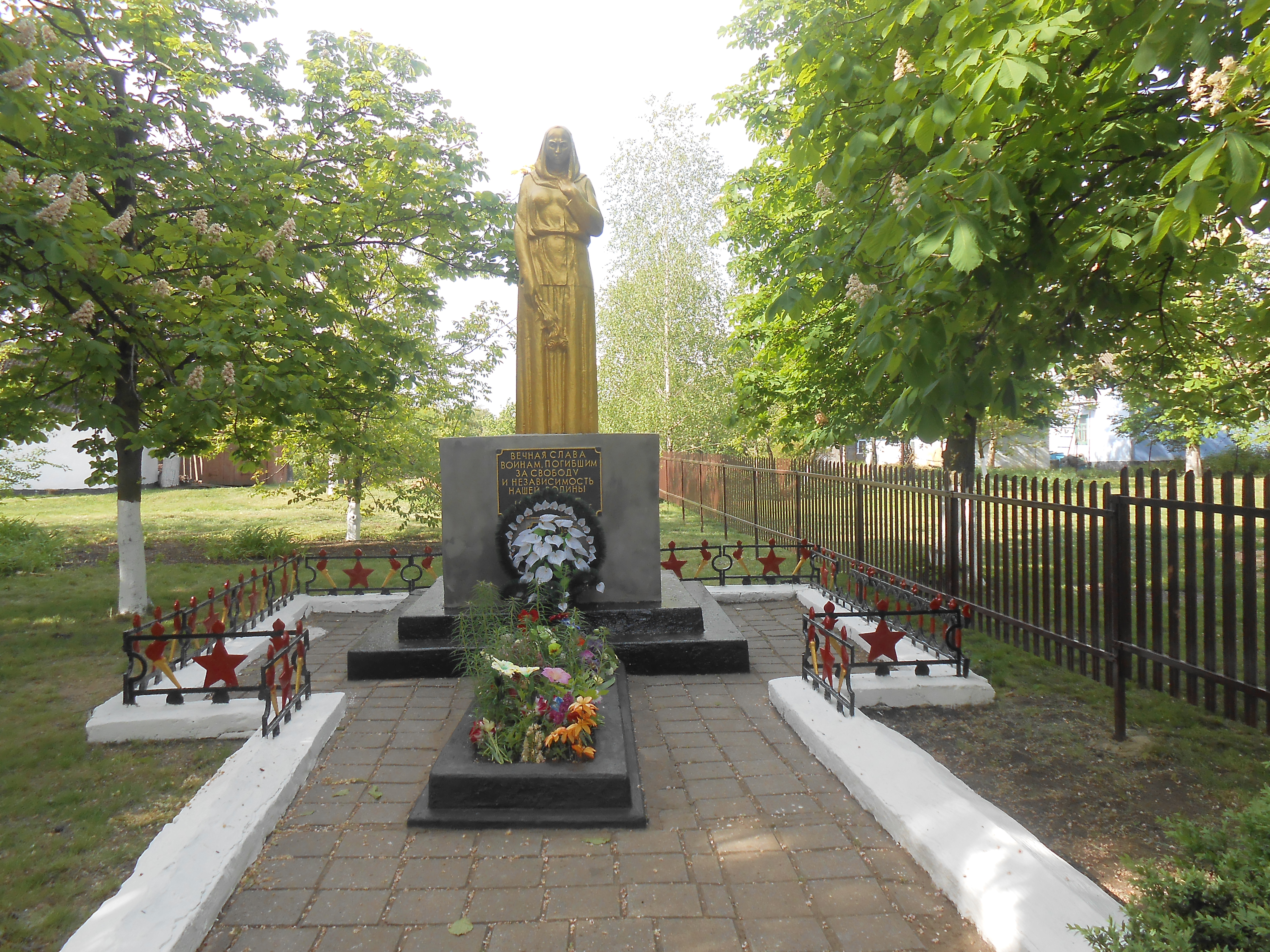
Пам'ятник Скорботної Матері в центрі смт Кудрявцівка

За 2008—2009 роки силами Кудрявцівської селищної Ради прокладено 2400 м нового водогону, відремонтовані вулиці Мічуріна, Ласточкіна, Гоголя, Гутника, Кірова, Панфілова. Зроблений проект на газифікацію селища.
Народне мистецтво протягом багатьох віків живило національну культуру, давало наснагу професійним митцям Споконвіку народне декоративне мистецтво розвивалось у двох напрямках: як домашнє ремесло для потреб своєї родини і як організовані промисли, що створювали товари на продаж.
Вишивка — один із давніх і найпоширеніших видів народного декоративно-прикладного мистецтва Славиться наша Кудрявцівка такими вишивальницями як Ромазанова Олена Максимівна, Пригодич Марія Семенівна, Цушко Тамара В΄ячеславівна, Шинкар Тетяна Михайлівна та інші. Їхні вишиті рушники прикрашають не одну хату односельчан.
Є в Кудрявцівці і майстри з лозоплетіння це Чєрвєнкова В. О., Зеленецька Н. В., Тищенко Д. І., Галанжа Л. С. та інші. Різноманітні вироби з вербового пруття, з кори берези, лози винограда, соломи продаються на місцевому базарі. Користуються попитом і товари ремесла обробки дерева. Це меблі, хатні речі, знаряддя праці та інші. Тут проявили свій хист Сергєєв В., Страхов В. та інші.
Сьогодні ми-громадяни демократичної держави. Демократія відіграє прогресивну роль у розвитку суспільства, від її повноти залежить розвиток усіх сфер громадянського життя. Кожна людина-творець демократії, від активності її громадянської позиції залежить демократії.

## Рельєф
Смт Токарівка розміщена на території Причорноморської низовини. Абсолютна висота місцевості 111 м над рівнем моря (район залізничного вокзалу). У межах населеного пункту спостерігається наявність балок; по окраїнах села є велика кількість ярів. Також спостерігаються антропогенні (зроблені людиною) форми рельєфу: кар'єри, насипи залізничного сміття. Серед несприятливих геоморфологічних явищ можна виділити: ерозію (вітрова та водна) схилів.

## Тектонічна будова
Село повністю знаходиться у межах Причорноморської западини. У структурному відношенні Причорноморська западина є порівняно молодою накладеною структурою. Докембрійський осадово-метаморфічний комплекс є фундаментом западини — заглибленим продовженням Українського щита.

## Геологічна будова та корисні копалини
У геологічному відношені село представлене гірськими породами неогенової системи. У складі корисних копалин переважають будівельні матеріали (осадові та метаморфічні гірські породи): пісок, глина, пісковик, вапняк.

## Клімат
Клімат помірно-континентальний з м'якою та малосніжною зимою і жарким та посушливим літом. Температура найхолоднішого місяця року січня становить –3 °С, а найтеплішого місяця року липня — +22 °С. Кількість опадів становить 475 мм. Несприятливі кліматичні явища: град, суховії, пилові бурі, зливи, гроза та шквалисті вітри.

## Поверхневі води
Постійні і тимчасові водотоки відсутні.

## Підземні води
Підземними водами село забезпечено мало. Води артезіанського басейну знаходяться на глибині 120—150 м. Верховодка та ґрунтові міжпластові води знаходяться близько до поверхні, що часто станлять підтоплення підвальних приміщень. Даний тип підземних вод має територіальні відмінності у межах села, найбільша кількість їх залягає у районі залізничного вокзалу, а у межах балки ґрунтові води та верховодка відсутні. Це пояснюється складною геологічною будовою населеного пункту.

## Ґрунти
Ґрунти представлені чорноземною групою. Основною групою є чорноземи малогумусні не глибокі. Даний тип ґрунтів сформувався на лесових породах і червоно-бурих глинах. Профіль даного типу ґрунтів нагадує профіль чорноземів типових. Але в умовах більш жорсткого гідро-термального режиму в цих ґрунтах гальмується процес гумусоутворення, профіль стає більш коротким (80—85 см і більше). Діагностичними ознаками цих ґрунтів є наявність у нижній частині профілю (в горизонтах Phk і Рк) виділення карбонатів у вигляді білозірки, в породі з глибини 4 м. Вміст гумусу становить близько 6 %.

## Рослинний світ
Флора представлена різнотравно-ковиловою рослинністю. По окраїнах села можна помітити значні «вкраплення» полинової рослинності. Характерними рослинами є: типчак звичайний (Festúca valesiáca), тонконіг (Poa), фіалка запашна, гадюча цибулька, карагана скіфська, шипшина собача, спориш, подорожник великий, ромашка лікарська, чина бульбиста, миколайчики приморські, безсмертник рожевий. Можна зустріти едендемічні види: залізняк понтійський, гвоздика бузька (зникаюча рослина). Червонокнижні рослини: ковила відокремлена, горицвіт весняний, півники понтичні, гвоздика бузька. Загалом, рослинний покрив розріджений. У його рослинності переважають вузьколисті сухолюбні трави (ковили, тирса, типчина) з невеликою домішкою ксерофітних видів різнотрав'я кермек, маруна, грудниця волохата; деякі види з матовим забарвленням і опушеним листям (шавлія, коров'як, синяк тощо). На весні можна побачити багато ефемерів і ефемероїдів.

## Тваринний світ
Фауна представлена типово степовими видами. Ссавці: полівка, їжак звичайний, тхір степовий, заєць русак, сліпак піщаний, горностай, перегузня звичайна. Птахи: балобан, канюк степовий, бджолоїдка, одуд, ластівка сільська, дятел звичайний, фазан, куріпка, іволга, соловей та інші. Плазуни: ящірка зелена, ящірка прудка, полоз жовточеревий, гадюка степова. Земноводні: ропуха зелена. Членистоногі: махаон, жук-олень, дибка степова, жук-носоріг, жук-навозник, цвіркун степовий, сколія степова, бражник мертва голова та інші.

## Екологічні проблеми
1. Забруднення повітря викидами вугликислого газу та важкими металами.
2. Забруднення підземних вод.
3. Вирубування лісонасаджень.
4. Зменшення популяції тварин внаслівдок сільськогогосподарської діяльності.
5. Електромагнітне та шумове забруднення (діяльність телефоних веж та залізниці).

## Економіко-географічна характеристика

### Економіко-географічне положення Кудрявцівки
Токарівка розташована в південно-західній частині Миколаївської області Вознесенського району. Село розташоване на території Причорноморського економічного району.
Транспортно-географічне положення Токарівки є дуже вигідним. Особливо це стосується залізничного вузла. Поблизу села проходить центральна автомобільна магістраль Миколаїв-Доманівка. Сусідське положення є досить сприятливим. Кудрявцівка знаходиться за 125 км від міста-мільйонера Одеси та за 100 км від обласного центру Миколаєва.

### Галузі виробничої сфери

#### Одеська залізниця
Одеська магістраль є головною транспортною артерією на півдні України, важливою складовою єдиного транспортного конвеєра південного заходу держави. На її долю припадає майже 20 % вантажообігу, понад 16 % пасажирообігу залізниць країну. Магістраль проходить територією шести областей: Одеської, Миколаївської, Херсонської, Черкаської, Кіровоградської і Вінницької. У складі Одеської залізниці 306 станцій, 18 пасажирських, вагонних, локомотивних депо, 43 підрозділи з обслуговування колійного господарства, пристроїв з енергетики, автоматики, зв'язку, автоматики. 3 грудня 1865 року відбулося урочисте відкриття залізниці. Як самостійний механізм Одеська залізниця проіснувала 13 років і 1878 році увійшла до складу акціонерного товариства Південно-Західних залізниць. У 1979 році магістралі повернено первісну назву — Одеська залізниця. З 1992 вона функціонує у складі Укрзалізниці. 1992—1999 рр. електрифіковані та введені в експлуатацію дільниці Помічна-Котовськ-Роздільна, Кучурган-Роздільна, Пересип-Одеса-Порт. Протяжність електрифікованих ліній — 1709 км.

#### Колосівка Одеської залізниці

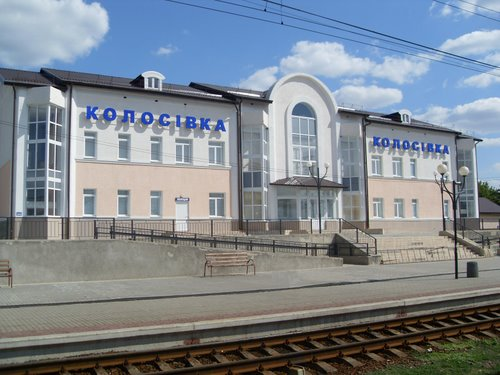
Станція Колосівка.
Вокзал в смт Кудрявцівка

Колосівська станція була збудована приблизно в 1913 році. Саме завдяки наявності залізничної станції сюди почали переселятися люди. До того часу тут був дикий степ. Через Колосівку є напрямки Одеса-Миколаїв, Одеса-Помічна, Основними завданнями залізниці є перевезення пасажирів та вантажу, перевірка стану потягу та вагонів, стану колії. До загальних будівель Колосівської залізничної станції відноситься бригадний дім. Там можуть відпочити працівники залізниці під час обідньої перерви та переночувати працівники, що мешкають за межами Кудрявцівки.
Медичне відділення є структурним підрозділом дорожньої лікарні, знаходиться за 125 км від Одеської дорожньої лікарні.
Медпункт знаходиться в двоповерховій будівлі бригадного дому, що знаходиться в безпосередній близькості від депо і відповідає вимогам ГОСТ.
У 2005 році проведений капітальний ремонт будівлі за рахунок підприємства, проведене парове опалення, поставлені в кожній кімнаті кондиціонери, наявна тепла та холодна вода цілодобово, телефонний зв'язок із адміністрацією депо. Медпункт складається із двох приміщень: — 1 кімната — для очікування; — 2 кімната — для проведення перед рейсових та після рейсових оглядів.
Медпункт забезпечений медичними інструментами, препаратами. Працює цілодобово. Роботу здійснюють 4 фельдшера.
В 2008 почала будуватися будівля станції, де розташовуються приміщення за таким призначенням: зала очікування, «Кімната матері й дитини», каса, Відділення чергової міліції, цілодобова їдальня. Функціонувати будівля почала з 2009—2010 року. Ремонтні та будівничі роботи проведені успішно, гідно з усіма вимогами та стандартами.
Основні напрями маршрутів вантажообігу залізниці збігаються із розташуванням великих елеваторів, що співпрацюють із Колосівським елеватором. Це: Помічна, Знам'янка, Одеса, Березівка. Саме через Колосівку Одеса пропускає товарні потяги в різних напрямах. У вантажопотоках переважають залізні та марганцеві руди, вугілля, будівельні матеріали, ліс, хімічна сировина, зерно тощо. За статистичними даними 2005 року, Колосівка посідає І місце по збереженню вантажу.
Основні моделі машин: Електровози:
Вантажні — 2ЕЛ, пасажирські — ВЛ60ПК, вантажно-пасажирські — ВЛ80С.
Тепловози:
Маневровий ЧМЕ-3.
Вантажні −2ТЕ10М, 2ТЕ116, вантажно-пасажирські — 2ТЕ10УТ.
Дрезини контактної мережі.
Колієремонтні машини ВПР, ВПУ, ЩОМ.

### Колосівський елеватор
Елеватор був збудований 1928 році на кошти Одеського залізничного підприємства на місці старого кладовища. В 30-х роках XX століття за елеватором була збудована церква та водокачка. На жаль вони були зруйнованими під час Німецько-радянської війни. Водокачка — радянськими військами, а церкву вже потім розібрали для того, щоб збільшити площу підприємства елеватора. У 1998 році його державний статус було змінено. Елеватор було перетворено у відкрите акціонерне товариство, головним акціонером якого стало господарське підприємство «Нібулон».
Відкрите акціонерне товариство «Колосівський елеватор» є переможцем VI всеукраїнського конкурсу «Найкращий роботодавець року», а його тодішній керівник Рум'янцев Олександр Валерійович за збереження діючих і створення нових робочих місць нагороджений Дипломом лауреата Всеукраїнської програми «Роботодавець України. Лідер 2006 року» та став лауреатом у номінації «Ім'я в елеваторній промисловості» церемонії нагородження ділової еліти «Імена 2006 року».
Площа елеватора в смт Кудявцівка Веселинівського району Миколаївської області, біля вузлової залізничної станції Колосівка, займає 10,5 га. Головна його діяльність — надання послуг щодо приймання, очищення, сушіння, зберігання, відвантаження й експорту сільгосппродукції авто- і залізничним транспортом. Колосівський елеватор служить своєрідним перевалочним пунктом не тільки від місцевих сільгоспвиробників, а й з Одеської, Полтавської й Вінницької областей. Основними його постачальниками є ТОВ СП «Нібулон», СПФ «Агросоюз», сільськогосподарське підприємство «Агро» (Веселинівський район), товариство з обмеженою відповідальністю ім.. Богдана Хмельницького (Доманівка).
В даному закладі постійно працюють 115—120 осіб. Створені комфортні умови для людей: працює медпункт, їдальня, розрахована на цілодобове забезпечення харчовими ресурсами співробітників. Існує пекарня, в якій щоденно випікають близько 2,5 тис. штук формового хлібу, не рахуючи булочок.
Найкращим показником розвитку елеватора є ріст його товарообігу. На експортних операціях річний товарообіг перевищив 1.5 млн грн.. Обсяг заготовленої сільгосппродукції за минулий рік перевищив 56 тис. грн., або на 27 тис. грн. більше від показників минулого року. Чистий прибуток становить 185 тис. грн.. Середня заробітна плата тут найвища в районі — 920 грн..

### Освіта— пріоритетна галузь соціальної сфери
За словами старожилів, школа в селі Кудрявцівка будувалася протягом двох років (1947-49рр.), а до цього періоду навчання здійснювалось в бараках. В кожному класному приміщенні навчалося по 1-3, 2-4 класи. Учнів було дуже мало. Директором школи був Мороз Калістрат Дмитрович, вчителькою початкових класів була його дружина, Мороз Глафіра Федорівна.
В листопаді місяці (на осінні свята, 8-9 листопада), школярі перейшли до нової школи. Приміщення будували залізничники на кошти Одеської залізниці. Школа була підпорядкована Одеській залізниці і мала назву «Залізнична школа № 32 станції Колосівка». Вчителів на роботу призначали з Одеси. Директором школи так і лишався Мороз К. Д. до 1955 року, так само, як його жінка лишалася вчителькою молодших класів. Старшою піонервожатою була учениця 10 класу Банакліна Олена. Фізичну культуру викладав Чабан Микола Карпович. З його ініціативи була організована шкільна футбольна команда. Фізику і математику в 5-8 класах викладала Ремпінська Людмила Матвіївна. Вже на той час учні посідали призові місця в районних олімпіадах та спортивних змаганнях.
В школі було організовано драматичний гурток, де під керівництвом вчительки української мови та літератури Рубльової Валентини Григорівни учні 10 класу (Глеклер Валентина, Федоров Анатолій, Гербіченко Анатолій) грали п'єси «Назар Стодоля», «Сватання на Гончарівці». З концертами та виставами вони виступали в Мостовому, Михайлівці, Веселиновому.

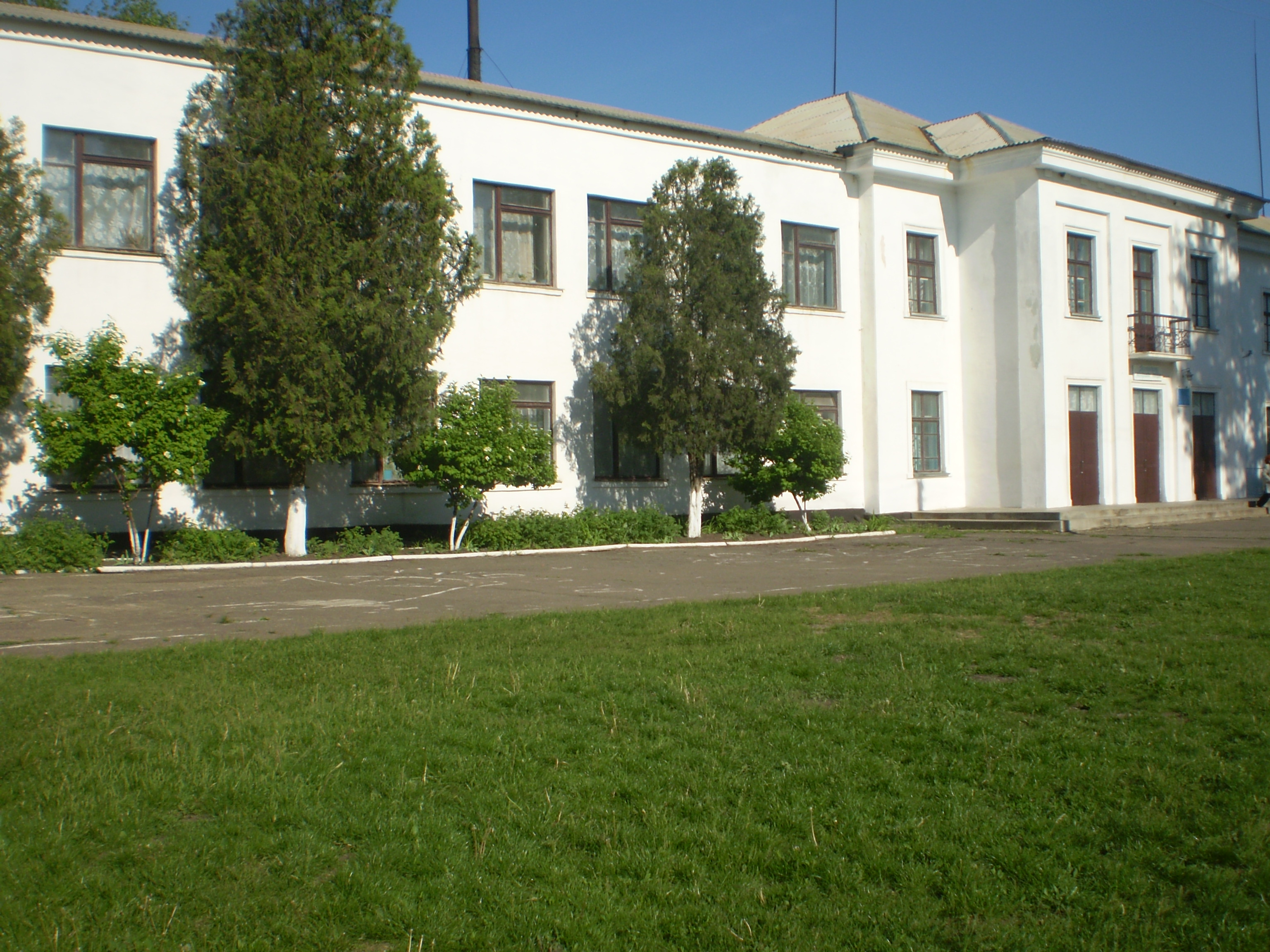
ЗОШ І-ІІІ ступенів.

Школа мала свою вантажну автомашину, колісний трактор. Вчителем біології був на той час Костенко Олексій Романович (учасник бойових дій ВВВ). Силами вчителів і учнів старших класів було побудовано стайню, де взимку стояли клітки з кроликами, щоправда, влітку їх виносили на вулицю. На шкільній фермі було 300 кроликів. По мірі зростання їх здавали і закупляли в школу наочне приладдя: мікроскопи, карти, пробірки, колби, плакати… Кожен клас, починаючи з 6 по тижню годували кроликів. Біля школи були дослідні ділянки, де учні вирощували різні овочеві та зернові культури. Існував гурток юннатів та істориків. Історичним гуртком займався Кудрін Сергій Павлович. Саме ним був започаткований музей Бойової Слави наших земляків. Кожного літа та осені діти відпрацьовували в колгоспі ім. Сталіна.

## Основні проблеми та перспективи розвитку
Проблеми: — зі зменшенням кількості та природного приросту населення, міграція в міста ; — нестача кваліфікованих спеціалістів.